# Francisco Montoya de la Cruz
Francisco Montoya de la Cruz (Durango, 5 de junio de 1907- 1994) fue un muralista, escultor, pintor y grabador mexicano. Fundador de la Escuela de Pintura Escultura y Artesanías de la UJED, Universidad Juárez del Estado de Durango, la primera escuela de arte del norte del país.

## Historia
Hijo de Virginia de la Cruz y del escultor Benigno Montoya Muñoz del que recibió sus primeros conocimientos artísticos y el amor por el arte. A 18 años, Montoya de la Cruz se aventuró a viajar a Estados Unidos de América, donde viajó a Chicago en la época de la secundaria, desgraciadamente hay pocas fuentes que testimonien lo que hizo allá. De regreso a su país, se trasladó a la Ciudad de México para inscribirse a la Academia de San Carlos (1929), donde inició su carrera de muralista. Conoció de cerca el trabajo mural de Diego Rivera, quien a su vez, era director de la Academia arte de la UNAM. En una ocasión se le escuchó decir a D. Rivera: en México solo hay 2 muralistas, "Montoya y yo". Por esa razón, Rivera recomienda a Montoya para la decoración del cubo de la escalera del Palacio de Gobierno de la ciudad de Colima, que desafortunadamente fueron realizados en última instancia por otro pintor. Montoya, también tuvo oportunidad de intervenir con su propia mano en los murales de David Alfaro Siqueiros.
De regreso a su ciudad natal, Durango, realizó la gran mayoría de los murales aún existentes, entre los que destacan los del interior del Palacio de Gobierno del Estado y los del antiguo Congreso del Estado en calle 5 de febrero y Zaragoza; los del Palacio Municipal, hoy Museo 450, de av. 20 de Noviembre y calle Victoria; los de la Casa del Campesino; los de la antigua Casa de la Música, hoy INBA Durango de calle Negrete; el mural en la antigua Posada Durán, hoy Samborns y el pequeño mural futurista en calle Juárez y Aquiles Serdán, zona centro de la ciudad.
En 1955 fundó la EPEA, Escuela de Pintura, Escultura y Artesanías de la U.J.E.D. donde trabajó activamente con la fundición de bronce de esculturas de diferentes heroes nacionales, tales como Guadalupe Victoria, Benito Juárez, Francisco Villa, Los hermanos (Jose, Mariano, Eduardo y Domingo) Arrieta, entre otras, no solo en la ciudad de Durango, también en otros lugares, como encargos para la escuela.
Montoya De la Cruz recibió el "Racimo de oro", de la compañía vinícola del Vergel en 1969; la medalla Benito Juárez, otorgada por la UJED en 1971; la medalla Guadalupe Victoria a la virtud y al mérito, dada por la Legislatura del Congreso del Estado de Durango, en 1974; la medalla al mérito del Instituto de Arte de México en 1976, y la condecoración nacional a la Virtud y el Mérito, otorgada por el Congreso local en 1974 y un importante reconocimiento de la colonia villista de Los Ángeles California, en 1979.
Murió en la Ciudad de Durango a la edad de 87 años.
Actualmente el INBA y la Asamblea Legislativa del Distrito Federal han reconocido la importancia de los aportes que este muralista deja no solo al pueblo de Durango, sino al país y mundo entero, ya que se canaliza perfectamente dentro del movimiento del muralismo mexicano.